# Manglehorn
Manglehorn è un film del 2014 diretto da David Gordon Green e interpretato da Al Pacino, Holly Hunter e Chris Messina.

## Trama
A.J. Manglehorn lavora da una vita come fabbro: passa le giornate al lavoro, si occupa del suo gatto malato e pranza sempre allo stesso posto. Ogni venerdì si reca in banca per un versamento e fa una breve conversazione con la cassiera Dawn. Nel suo passato, un amore a cui ha rinunciato non gli dà pace: scrive ossessivamente lettere a Clara, la donna, rimpiangendo di non aver passato la vita con lei.

## Distribuzione
Il film è stato presentato in anteprima alla 71ª Mostra internazionale d'arte cinematografica di Venezia il 30 agosto 2014.